# Здравко Радулович
Здравко Радулович (12 грудня 1966) — хорватський баскетболіст.
Срібний призер Олімпійських Ігор 1988 року.
Переможець літньої Універсіади 1987 року.
Чемпіон Європи 1989 року.